# Adolf Palúch
Adolf Paluch (24. června 1895, Kalište – 22. června 1977, Banská Bystrica) byl dělník a funkcionář KSČ.
Jeho otec Jozef Palúch, matka Marie rod. Tišliarová, manželka Helena rod. Náterová.

## Životopis
Dělník ČSAD (1951–1952), np Stavoindustria (1952–1965) v Banské Bystrici. Člen oblastního výboru KSČ v Banské Bystrici, během SNP vedoucí orgán ilegální KSS a předseda RNV v Kališti. Po osvobození funkcionář podnikových a místních orgánů KSČ a společenských organizací.

## Ocenění
- Roku 1965 vyznamenán Za zásluhy o výstavbu, 1975 Řádem práce